# 27,5-Meter-Klasse der DGzRS
Die 27,5-Meter-Klasse umfasst sechs Seenotkreuzer (SK) der Deutschen Gesellschaft zur Rettung Schiffbrüchiger (DGzRS). Abgeleitet vom Namen des Typschiffs werden sie auch als Berlin-Klasse bezeichnet. Fünf Schiffe wurden zwischen 1985 und 1993 von der Lürssen-Werft in Bremen-Vegesack und ein Kreuzer auf der Schiffs- und Bootswerft Schweers in Bardenfleth gebaut. Derzeit sind noch die zwei zuletzt gebauten Kreuzer dieser Klasse im Dienst bei der DGzRS, die abweichend von den ersten vier Kreuzern eine Länge von 28,2 Meter aufweisen.

## Ausstattung
Wie bei allen Kreuzern der DGzRS besteht der doppelwandige Rumpf aus seewasserbeständigem Aluminium. Die Hohlräume des dichten Netzspantensystems werden für die Unterbringung der verschiedenen Tanks sowie der Außenhautkühlung der Dieselmotoren genutzt. Zum Antrieb war wieder die bewährte 3-Maschinen-Anordnung mit einem starken Mittelmotor von MTU Friedrichshafen von 1.200 kW und zwei Seitenmaschinen der Motorenwerke Mannheim gewählt worden. Die beiden letzten Kreuzer haben Caterpillar-Seitenmotoren mit 651 kW und damit rund 40 kW mehr Leistung. Insgesamt 2.502 kW bzw. 3.402 PS wirken auf die drei Festpropeller, womit eine Höchstgeschwindigkeit von 23 Knoten erreicht werden kann. Dabei ist eine Reichweite von 770 Seemeilen möglich, die sich bei gedrosselter Fahrt mit 12 kn auf 2770 Seemeilen steigern lässt. Gesteuert werden die Kreuzer von einem oberen offenen Fahrstand oder vom unteren Fahrstand im Deckshaus. Zur Verbesserung der Manövrierfähigkeit dient eine Bugstrahlanlage mit 102 PS Leistung.
Für die Bergung von Schiffbrüchigen und die Fahrt in flachem Wasser hat der Kreuzer ein Tochterboot, welches in einer Heckwanne mitgeführt wird und automatisiert ein- und ausfahren kann. Das kleine Boot hat eine Länge 7,50 m und eine Motorleistung von 250 PS, womit eine Geschwindigkeit von 17 Knoten möglich sind. Bei den zwei 70 cm längeren Kreuzern ist auch das Tochterboot entsprechend länger ausgeführt.
Auf der Länge von 27,5 m konnte zehn Jahre nach der Einführung der 44-Meter-Klasse eine vergleichbare Einsatztechnik verbaut werden. Zur Feuerlöschausrüstung gehört eine Pumpe mit einer Leistung von 2200 m³/h und zwei stationäre fernbedienbare Monitore mit einer Wurfweite von 130 Metern. Für diese Leistung wird der starke Mittelmotor auf die Welle der Feuerlöschpumpe gekuppelt. Mit dem Maximaldruck von 13 Bar und nach hinten gerichteten Monitoren machten die Kreuzer noch acht Knoten Fahrt.
Die Ausstattung ergänzen ein 10t-SWL-Schlepphaken, verschiedene leistungsstarke Scheinwerfer, Wohnräume für die Besatzung, ein Bordhospital mit Sanitätsausrüstung, verschiedene mobile Rettungsgeräte, mobile Lenzpumpen sowie eine umfangreiche Navigations- und Funkausrüstung.

## Schiffe
Wie bei alle neuen Baureihen der DGzRS üblich, wurden diese umfangreich ausgestatteten Kreuzer an den Zufahrten der wichtigsten deutschen Häfen stationiert, um ältere Schiffe abzulösen. Nach dem Bau von vier Schiffen kamen durch die deutsche Wiedervereinigung noch zwei weitere Fährhäfen an der Ostsee hinzu, für die es weiteren Bedarf gab, sodass die Gesellschaft den Auftrag zum Bau von zwei weiteren Kreuzern in Auftrag gab.

### Berlin

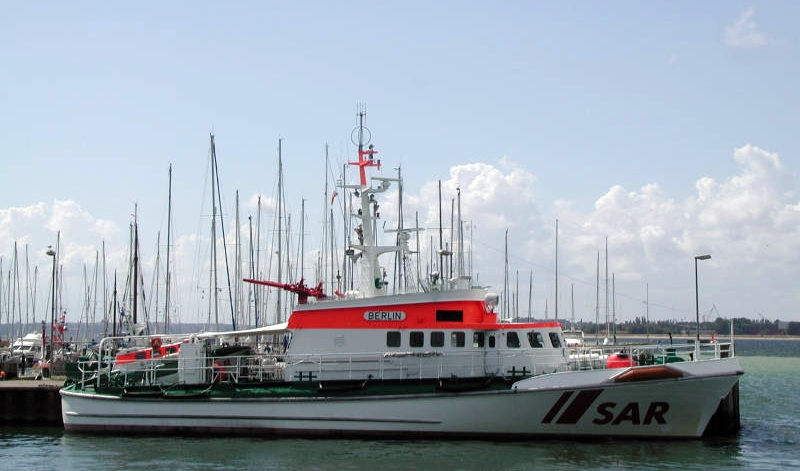
Berlin

Getauft wurde das Schiff in Bremen-Vegesack am 29. Mai 1985 zum 120-jährigen Jubiläum der DGzRS im Beisein des Schirmherrn der DGzRS, Bundespräsident Richard von Weizsäcker, zu Ehren der Stadt Berlin.
Das Tochterboot erhielt passend zum Kreuzer den Namen Steppke – eine in Berlin übliche Bezeichnung für einen kleinen pfiffigen Jungen. Passend zur Namensgebung wurde die Taufe des Kreuzers durch eine Berliner Pensionärin und des Tochterbootes durch ein Berliner Waisenkind vorgenommen.
Die DGzRS-interne Bezeichnung des Kreuzers lautete KRS 14. Das Tochterboot hatte die interne Bezeichnung KRT 14.
Einziger Stationsort der Berlin war die Seenotrettungsstation Laboe, um die Zufahrt aus der Ostsee nach Kiel und in den Nord-Ostsee-Kanal zu sichern. Sie löste dort das Typschiff der ersten Bauserie von Seenotkreuzern, die Theodor Heuss, ab, die nach 28 Dienstjahren außer Dienst gestellt wurde. Am 4. Februar 2017 wurde die Berlin durch den gleichnamigen Neubau der 28-m-Klasse abgelöst und ausgemustert.

### Hermann Helms

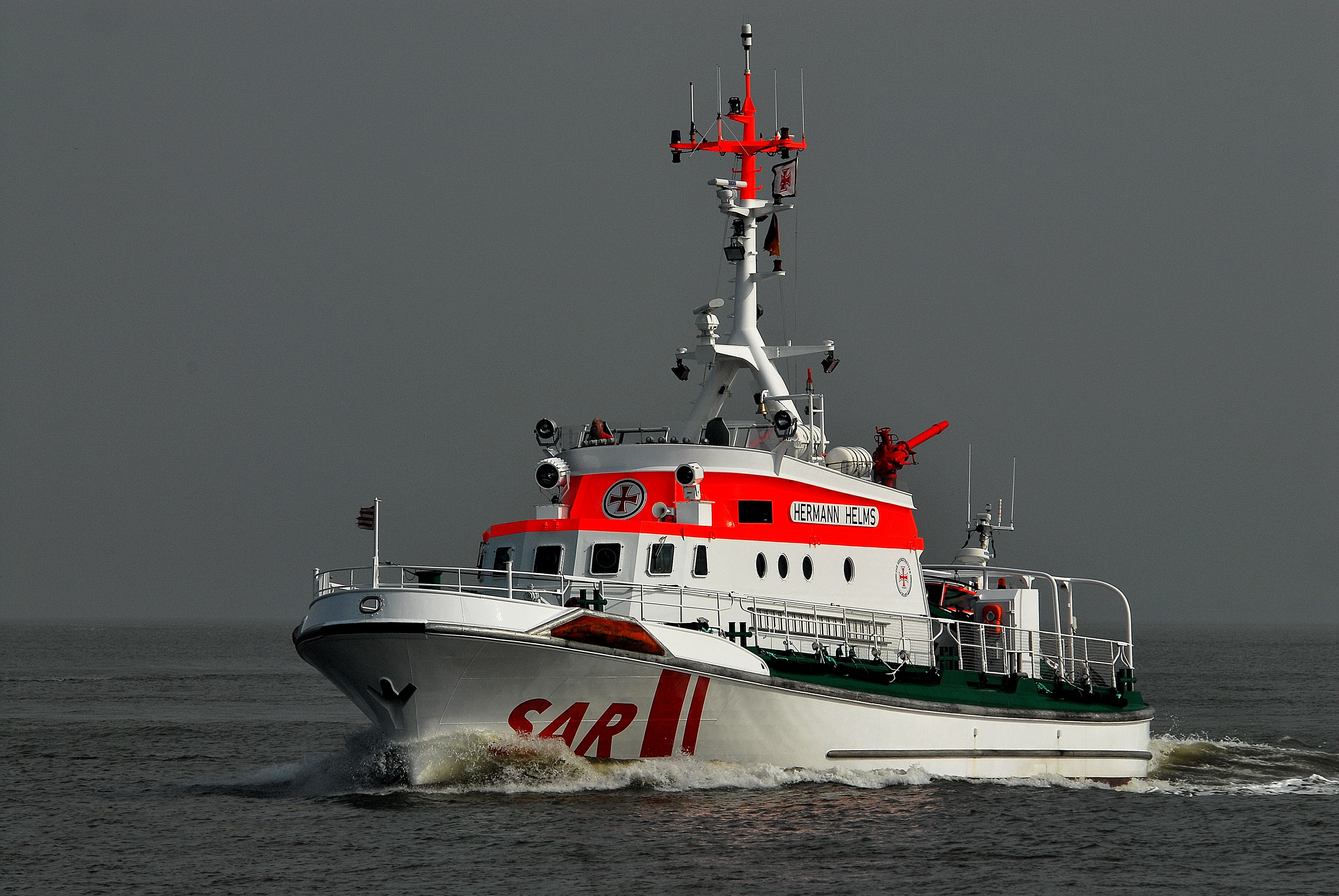
Hermann Helms

Getauft wurde das Schiff in Vegesack am 21. September 1985 auf den Namen des von 1943 bis 1980 amtierenden Vorsitzers der DGzRS, Hermann Helms. Er verstarb 1983 im 85. Lebensjahr. Die DGzRS dankte ihm für sein langjähriges, unermüdliches und erfolgreiches Schaffen, indem sie 1985 den neuen Seenotkreuzer für die Seenotrettungsstation Cuxhaven auf seinen Namen taufte. Taufpatin war Sabine Helms, die Tochter von Hermann Helms. In Anlehnung an ihren Vornamen wurde dem Tochterboot des Seenotkreuzers der Name Biene gegeben. Die DGzRS-interne Bezeichnung des Kreuzers lautete KRS 15. Das Tochterboot hatte die interne Bezeichnung KRT 15.
Im Oktober 1985 löste die Hermann Helms den Kreuzer aus der zweiten Serie der SK, die Arwed Emminghaus, ab, die nach 20 Jahren zur Seenotrettungsstation Grömitz verlegt wurde. Nach dem schweren Unglück der Alfried Krupp 1995 wurde die Hermann Helms sicherheitstechnisch umgebaut und verbessert. So erhielt sie einen Sicherheitsbügel über dem oberen Fahrstand und runde Bullaugen. 2005 wurde der Bügel jedoch wieder demontiert, da er sich nicht bewährte.
Mit Eintreffen des Neubaus Anneliese Kramer aus der 28-Meter-Klasse erfolgte nach mehr als 30 Dienstjahren am 10. Juni 2017 die Außerdienststellung der Hermann Helms. Das Schiff wurde im Juli 2018, zusammen mit der ebenfalls ausgemusterten Hannes Glogner, an die Fuerzas Armadas del Uruguay verkauft und dort als Isla de Lobos (ROU 52) in Dienst gestellt. Die beiden Schiffe gelangten an Deck eines Frachtschiffes zum neuen Einsatzgebiet.

### Alfried Krupp

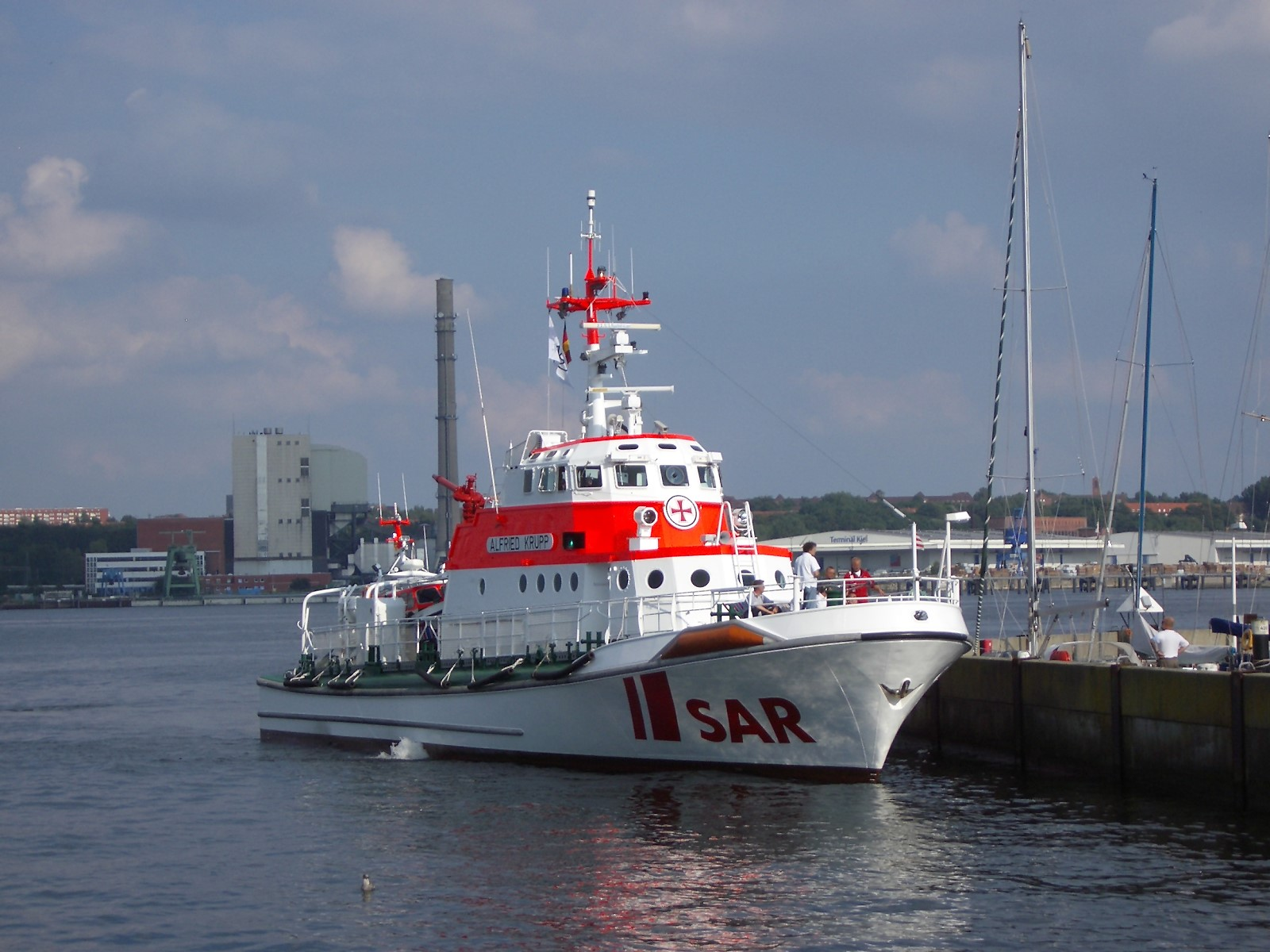
Alfried Krupp

Getauft wurde der Kreuzer in Bremen-Vegesack am 14. Juni 1988 auf den Namen von Alfried Krupp, dem Gründer der Alfried Krupp von Bohlen und Halbach-Stiftung, die wesentliche Mittel zum Bau des Seenotkreuzers zur Verfügung gestellt hatte. Das Beiboot erhielt seinen Namen nach dem Bergarbeitergruß Glückauf. Die DGzRS-interne Bezeichnung des Kreuzers lautete KRS 18, das Tochterboot hatte die interne Bezeichnung KRT 18.
Ab dem 1. Juni 1988 war die Alfried Krupp auf Seenotrettungsstation Borkum stationiert. In der Nacht zum 2. Januar 1995 verunglückte die Alfried Krupp bei einem Rettungseinsatz in der Nordsee, dabei wurden zwei Besatzungsmitglieder getötet. Nach dem Unfall wurde der Kreuzer umfangreich umgebaut, dabei wurde der bisher offene Fahrstand geschlossen.
Der Kreuzer blieb 32 Jahre auf der westlichsten Station in der Nordsee und wurde am 1. Mai 2020 außer Dienst gestellt. Danach kam er kurzfristig noch als Reservekreuzer auf Amrum zum Einsatz. Im Herbst 2023 überführte eine DGzRS-Crew den verkauften Kreuzer nach Uruguay, womit die Fuerzas Armadas del Uruguay ein drittes Schiff aus Deutschland erhalten hat. Sie wird dort als Isla Farallón (ROU 53) weiter Dienst bei der Seenotrettung durchführen.

### Vormann Steffens

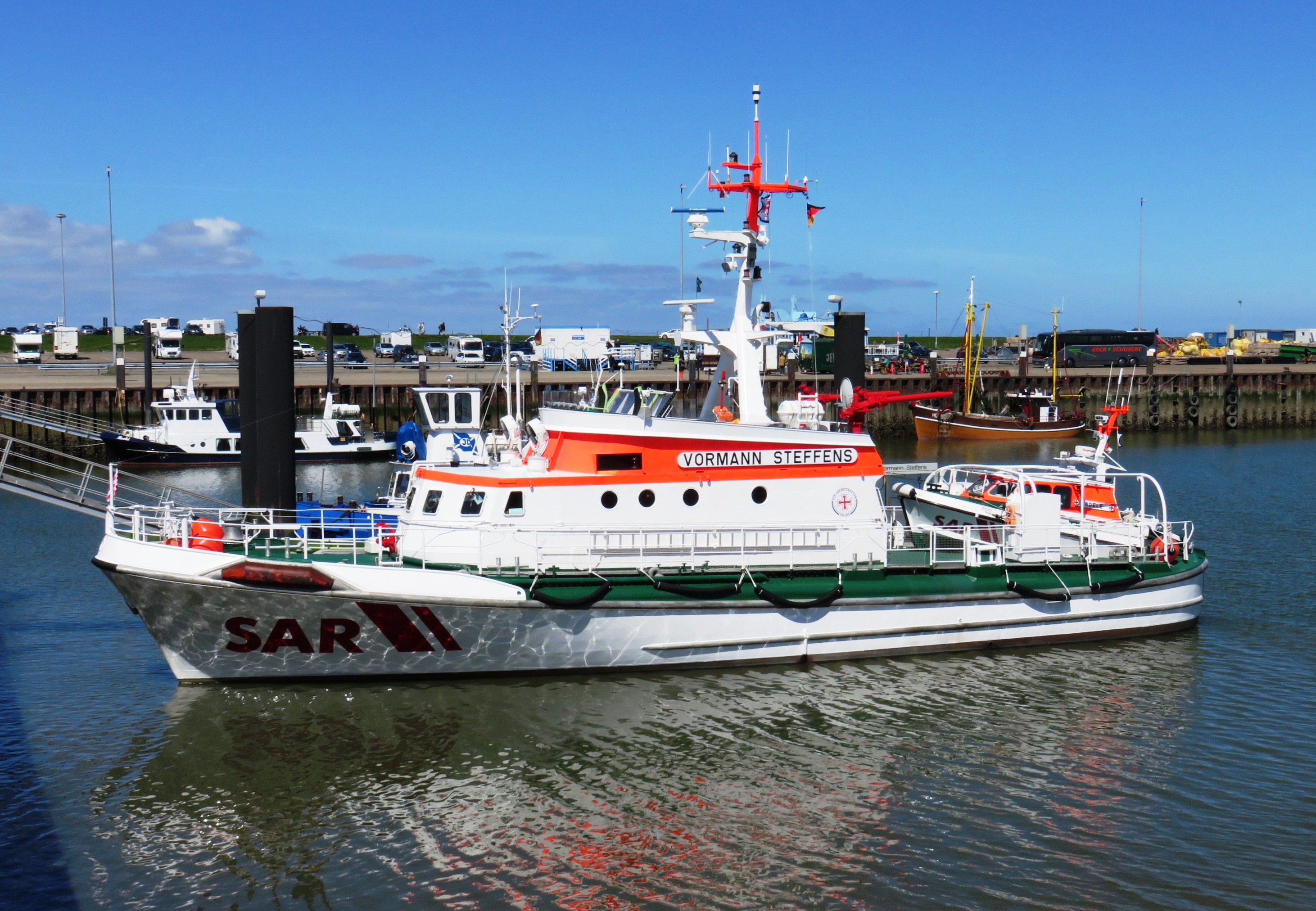
Vormann Steffens

Im Gegensatz zu den anderen Kreuzern wurde dieser auf der Schiffs- und Bootswerft Schweers gebaut. Die Taufe des Kreuzers erfolgte in Bremen-Vegesack am 22. April 1989 zu Ehren der Familie Steffens aus Neuharlingersiel, aus deren Reihen seit 1873 immer wieder Vormänner und Rettungsmänner hervorgegangen sind. Das Tochterboot Adele erhielt seinen Namen zu Ehren einer ungenannten Spenderin zu Gunsten der DGzRS. Die DGzRS-interne Bezeichnung des Kreuzers lautete KRS 19, das Tochterboot hatte die interne Bezeichnung KRT 19.
Die Vormann Steffens war vom 12. Mai 1989 bis Dezember 1994 in Wilhelmshaven stationiert. Von Dezember 1994 bis November 2017 war der Heimathafen des Kreuzers die Seenotrettungsstation Hooksiel. Am 1. Dezember 2017 wurde er ausgemustert und an die Stadt Rostock verkauft, die den Kreuzer für rund zwei Millionen Euro zu einem Feuerlöschboot umbaute. Das Tochterboot ist seit September 2018 neben dem Informationszentrum der DGzRS nahe dem Warnemünder Leuchtturm aufgestellt. Als Ersatz verlegte die Gesellschaft den Kreuzer Bernhard Gruben von Norderney nach Hooksiel.

### Arkona

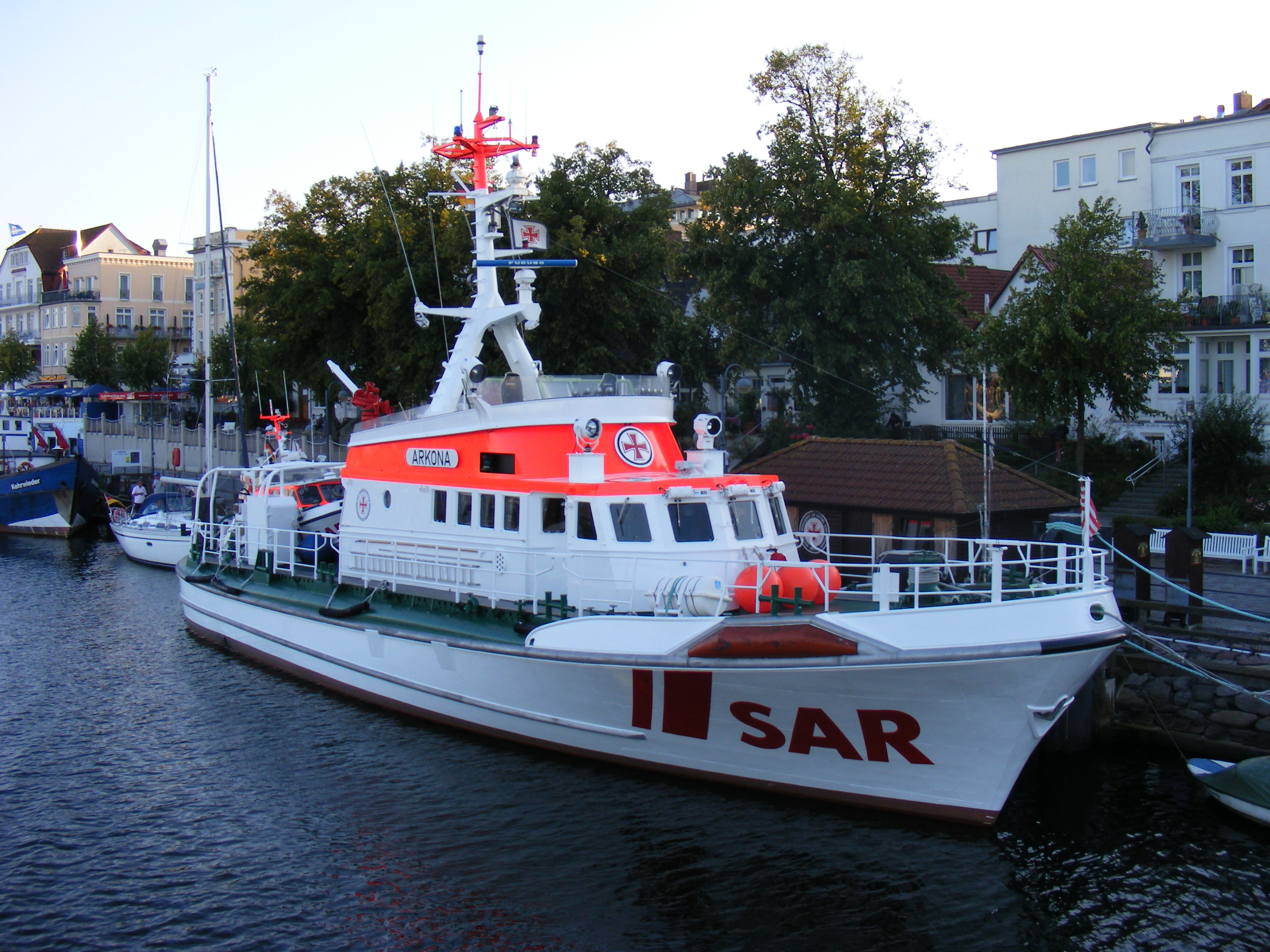
Arkona

Der Kreuzer wurde am 22. August 1992 in Sassnitz auf den Namen des Kaps an der Nordspitze der Insel Rügen getauft. Arkona war zudem auch der Name eines zuvor in Sassnitz stationierten Schiffs (Typ R-17) des Seenotrettungsdienstes der DDR, das nach der deutschen Wiedervereinigung von der DGzRS allerdings aufgelegt und auf seiner Station durch die G. Kuchenbecker ersetzt worden war. Die Arkona trat somit indirekt die Nachfolge ihrer Namensvorgängerin an.
Das Tochterboot Caspar erhielt den Namen des Malers Caspar David Friedrich, der unter anderem die Rügener Kreidefelsen gemalt hatte. Die DGzRS-interne Bezeichnung des Kreuzers lautet SK 23, das Tochterboot hat die interne Bezeichnung TB 25.
Die Arkona blieb nach ihrer Taufe bis zum 1. Juli 2003 an dieser Station auf Rügen. Sie leistete in dieser Zeit unter anderem Hilfe nach dem Untergang des polnischen Fährschiffs Jan Heweliusz im Januar 1993. Mit Verlegung des 44-Meter-Kreuzers Wilhelm Kaisen von Helgoland nach Sassnitz wurde die Arkona im August 2003 nach Warnemünde umstationiert, um die viel befahrene Zufahrt nach Rostock und Warnemünde zu sichern.

### Bremen

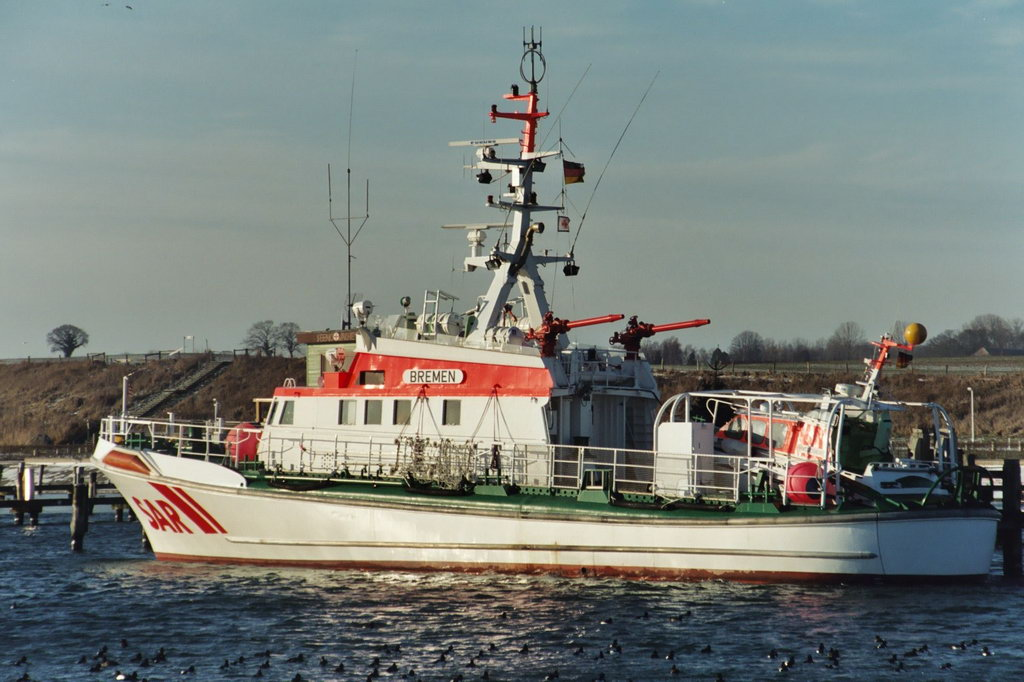
Bremen

Der zweite etwas längere Kreuzer der Bauserie ist nach dem Sitz der DGzRS benannt. Getauft wurde die Bremen am 22. Januar 1993 in Bremen-Vegesack. Das Tochterboot Vegesack erhielt seinen Namen nach diesem Bremer Stadtteil. Der Kreuzer ist das vierte Fahrzeug der DGzRS, das auf den Namen der Hansestadt Bremen getauft wurde. Die DGzRS-interne Bezeichnung des Kreuzers lautet SK 24, das Tochterboot hat die interne Bezeichnung TB 26.
Die Bremen war vom 22. Januar 1993 bis 10. März 2011 auf der DGzRS-Station in Grömitz stationiert. Mit Außerdienststellung der John T. Essberger wurde der Kreuzer am 11. März 2011 dorthin zur Seenotrettungsstation Fehmarn/Großenbrode verlegt.

## Tabelle der Stationierungen
| Seenotrettungskreuzer der 27,5-Meter-Klasse und ihre Stationierungen |                             |                        |                                 |      |                             |                              |                                                                                 |
| Text auf grünem Hintergrund: aktives Boot auf Station                |                             |                        |                                 |      |                             |                              |                                                                                 |
| Bau-Nr. – Name Rufzeichen                                            | Tochterboot                 | Rettungs- stationen    | Stationierungen von - bis       | Bild | Baudaten Jahr/Werft/Bau Nr. | Taufe                        | Bemerkung – Verbleib                                                            |
| KRS 14 BERLIN Ruf: DBAH                                              | KRT 14 STEPPKE Ruf: DD 9678 | Laboe                  | 05/1985→02/2017                 |      | Bj. 1985 Lürssen Nr. 13504  | 29. Mai 1985 in Bremen       |                                                                                 |
| KRS 15 HERMANN HELMS Ruf: DBAM                                       | KRT 15 BIENE Ruf:           | Cuxhaven               | 10/1985→06/2017                 |      | Bj. 1985 Lürssen Nr. 1305   | 21. September 1985 in Bremen | → Uruguay Marine-Rettungsdienst                                                 |
| KRS 18 ALFRIED KRUPP Ruf: DBAA                                       | KRT 18 GLÜCKAUF Ruf:        | Borkum                 | 06/1988→05/2020                 |      | Bj. 1988 Lürssen Nr. 13526  | 14. Juni 1988 in Bremen      | 2020 Kurzeinsatz als Springer auf Amrum 2023 → Uruguay Marine-Rettungsdienst    |
| KRS 19 VORMANN STEFFENS Ruf: DBAE                                    | KRT 19 ADELE Ruf: DF 7683   | Wilhelmshaven Hooksiel | 05/1989→12/1994 12/1994→11/2017 |      | Bj. 1989 Schweers Nr. 6473  | 22. April 1989 in Bremen     | 2017 verkauft → Rostock 2018 Umbau zum Feuerlöschboot neuer Name ALBERT WEGENER |
| SK 23 ARKONA Ruf: DBAD                                               | TB 25 CASPAR Ruf: DH 3765   | Sassnitz Warnemünde    | 08/1992→07/2003 seit 07/2003    |      | Bj. 1992 Lürssen Nr. 13567  | 22. August 1992 in Sassnitz  |                                                                                 |
| SK 24 BREMEN (IV) Ruf: DBAS                                          | TB 26 VEGESACK Ruf: DH 3766 | Grömitz Großenbrode    | 01/1993→03/2011 seit 03/2011    |      | Bj. 1993 Lürssen Nr. 13568  | 22. Januar 1993 in Bremen    |                                                                                 |
| Stand @ August 2022                                                  |                             |                        |                                 |      |                             |                              |                                                                                 |